# 江陵站
江陵站（：／ Gangneung yeok */?）是嶺東線與京江線的終點車站，位於韓國江原道江陵市校2洞，有KTX、Nuriro号、海列车及東海聖誕列車停靠。2014年時曾因江陵線工程一度暫時關閉，直至2017年底再次恢復營運。

## 車站結構
站體為2面4線的雙島式月台。

### 月台配置
| 起終着站                           |
| ４３ \| ２１ \|                    |
| 正東津（嶺東線）↓／珍富（江陵線）↓ |

| 月台 | 路線   | 車種     | 目的地                                |
| ---- | ------ | -------- | ------------------------------------- |
| 1、2 | 嶺東線 | Nuriro号 | 往 正東津、墨湖、東海方向             |
| 1、2 | 三陟线 | 海列车   | 往 正東津、墨湖、東海、三陟海邊方向   |
| 3、4 | 江陵線 | KTX      | 往 珍富、橫城、清涼里、首爾、幸信方向 |

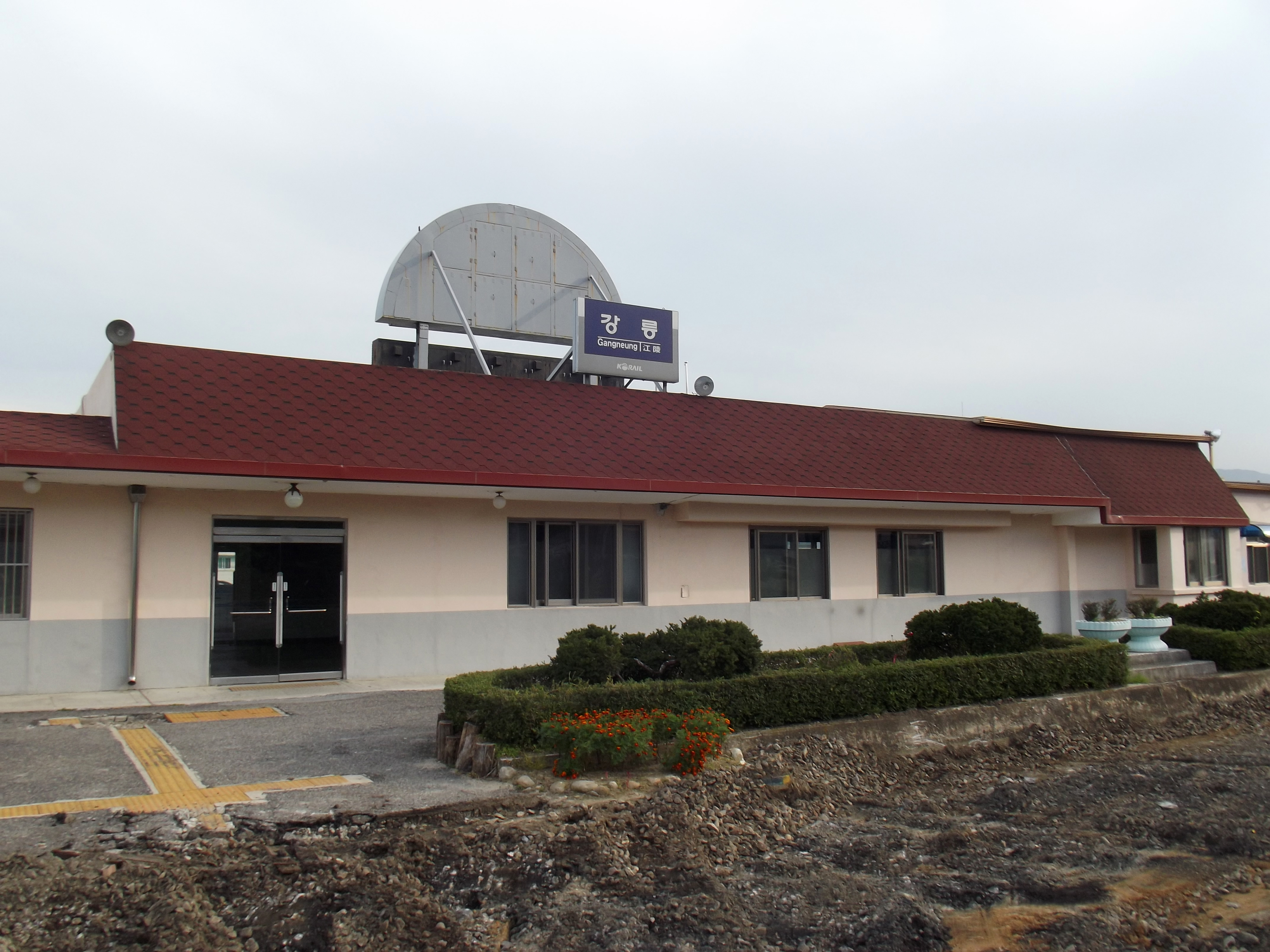
旧站站房
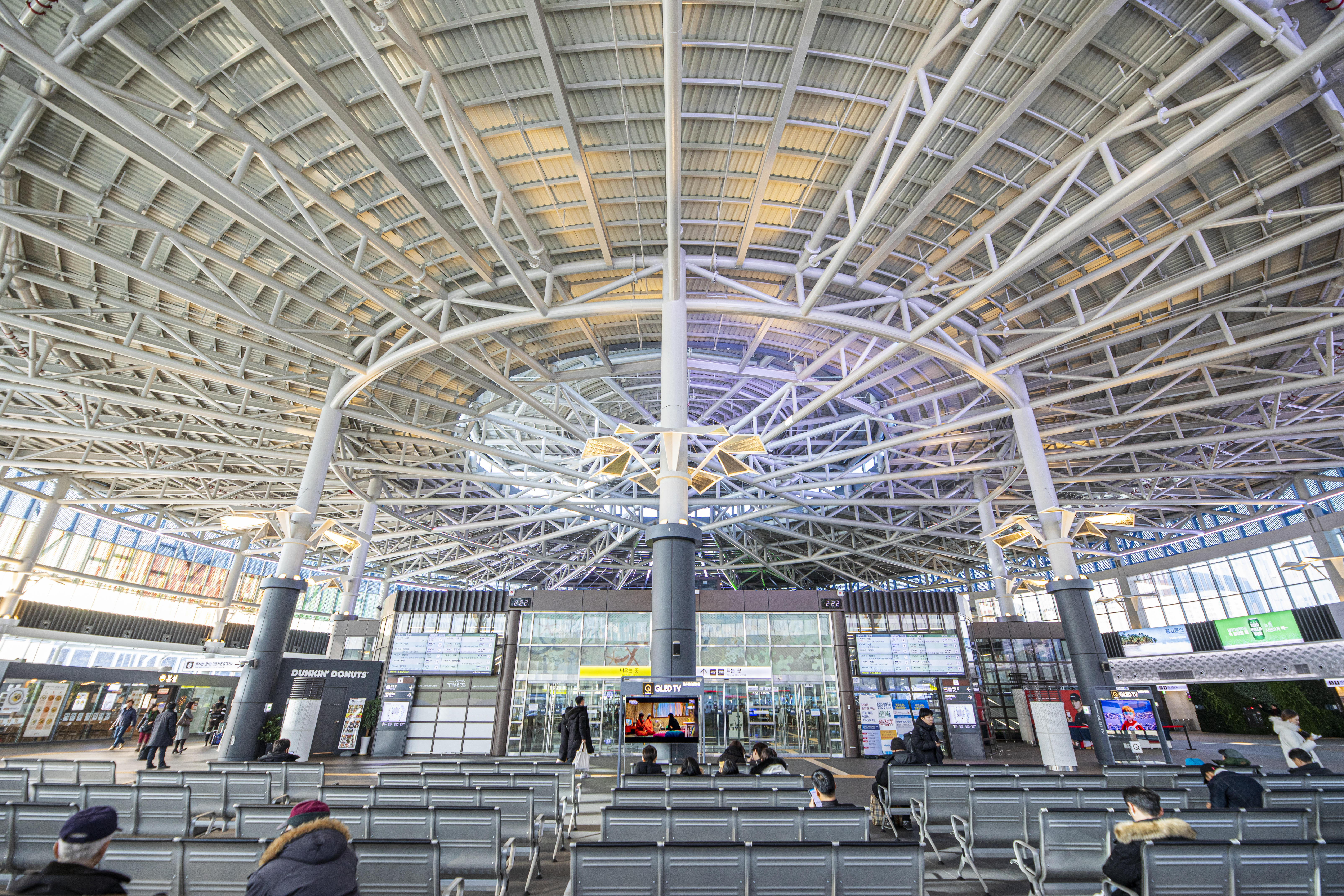
站房内部
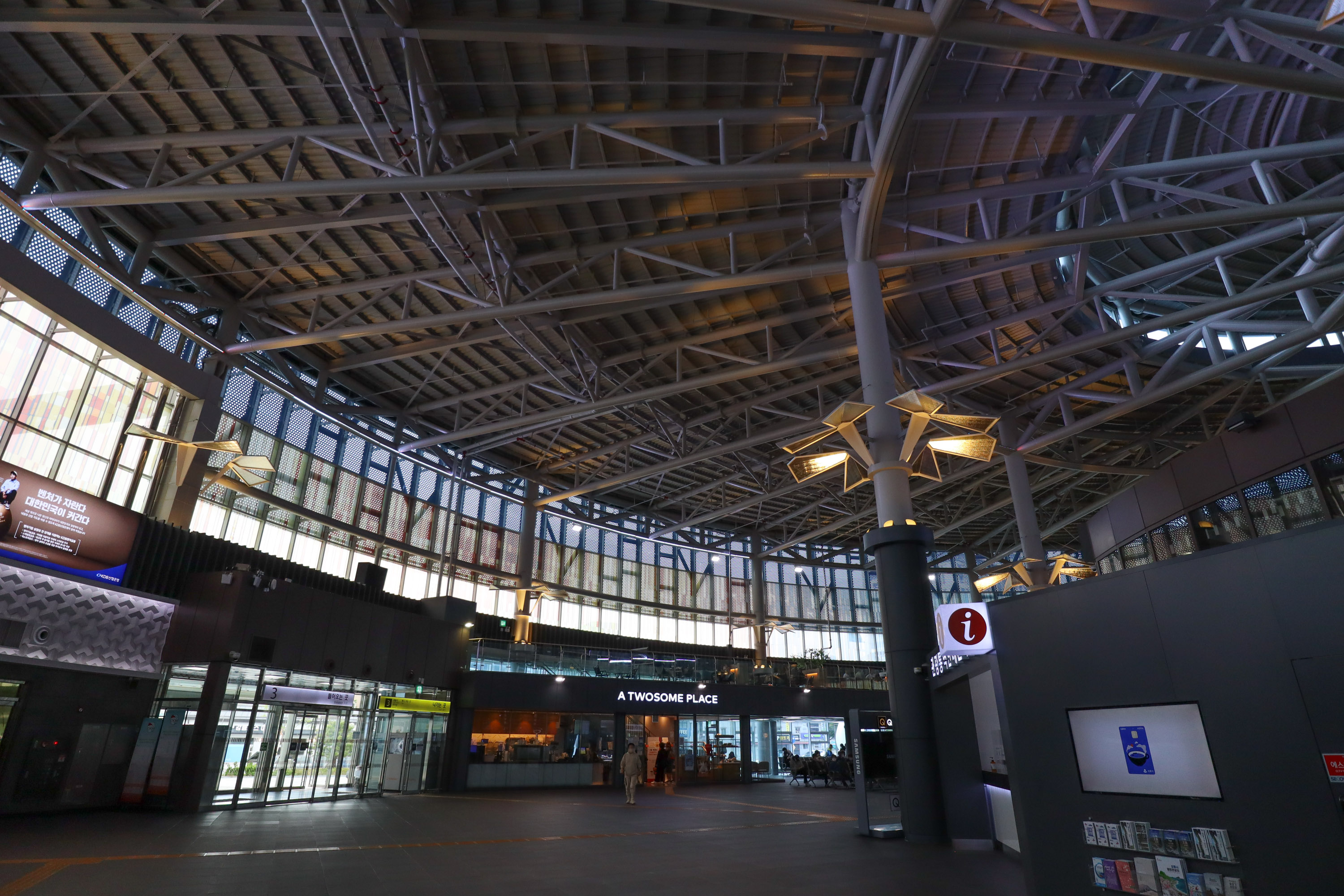
站房内部
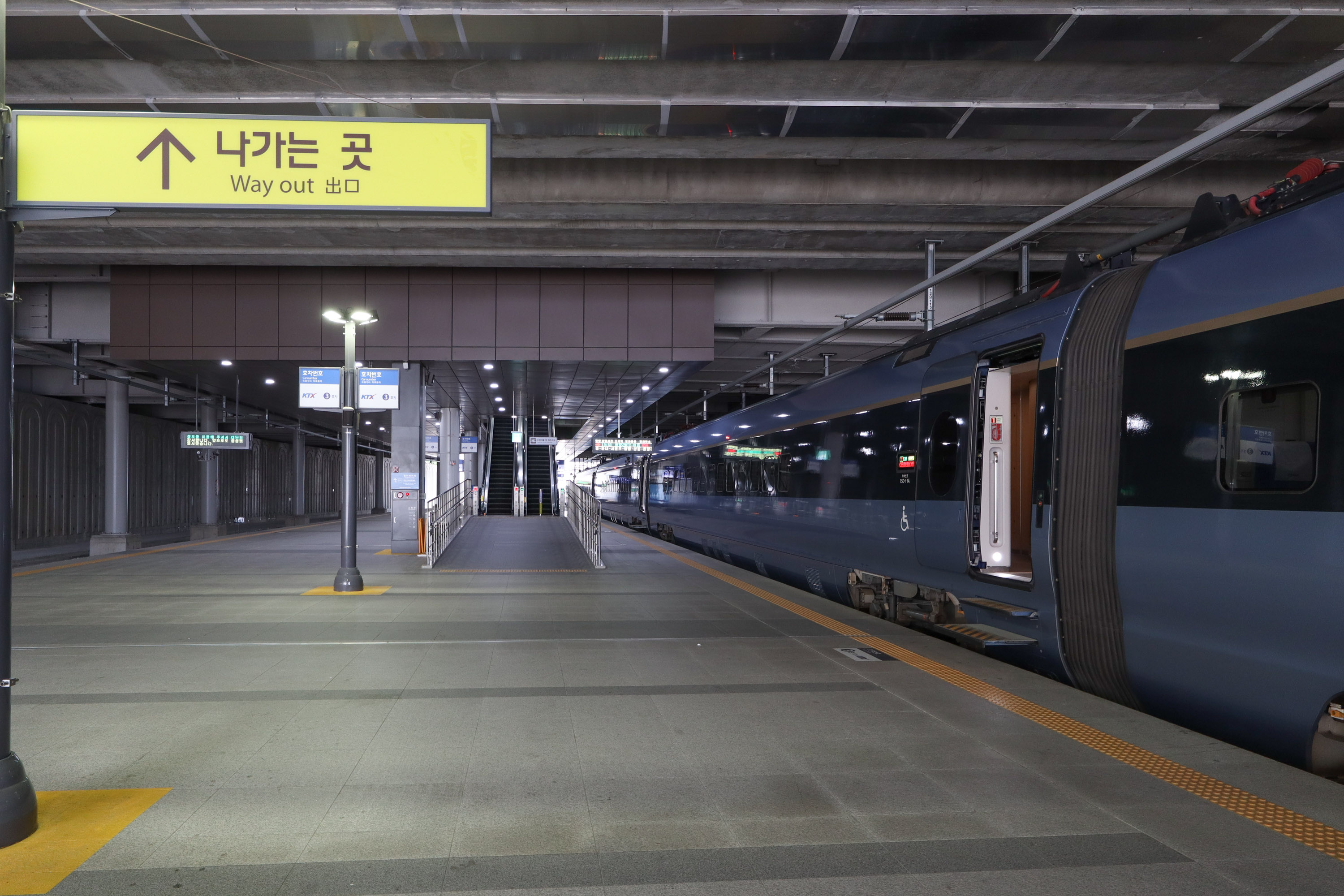
车站站台
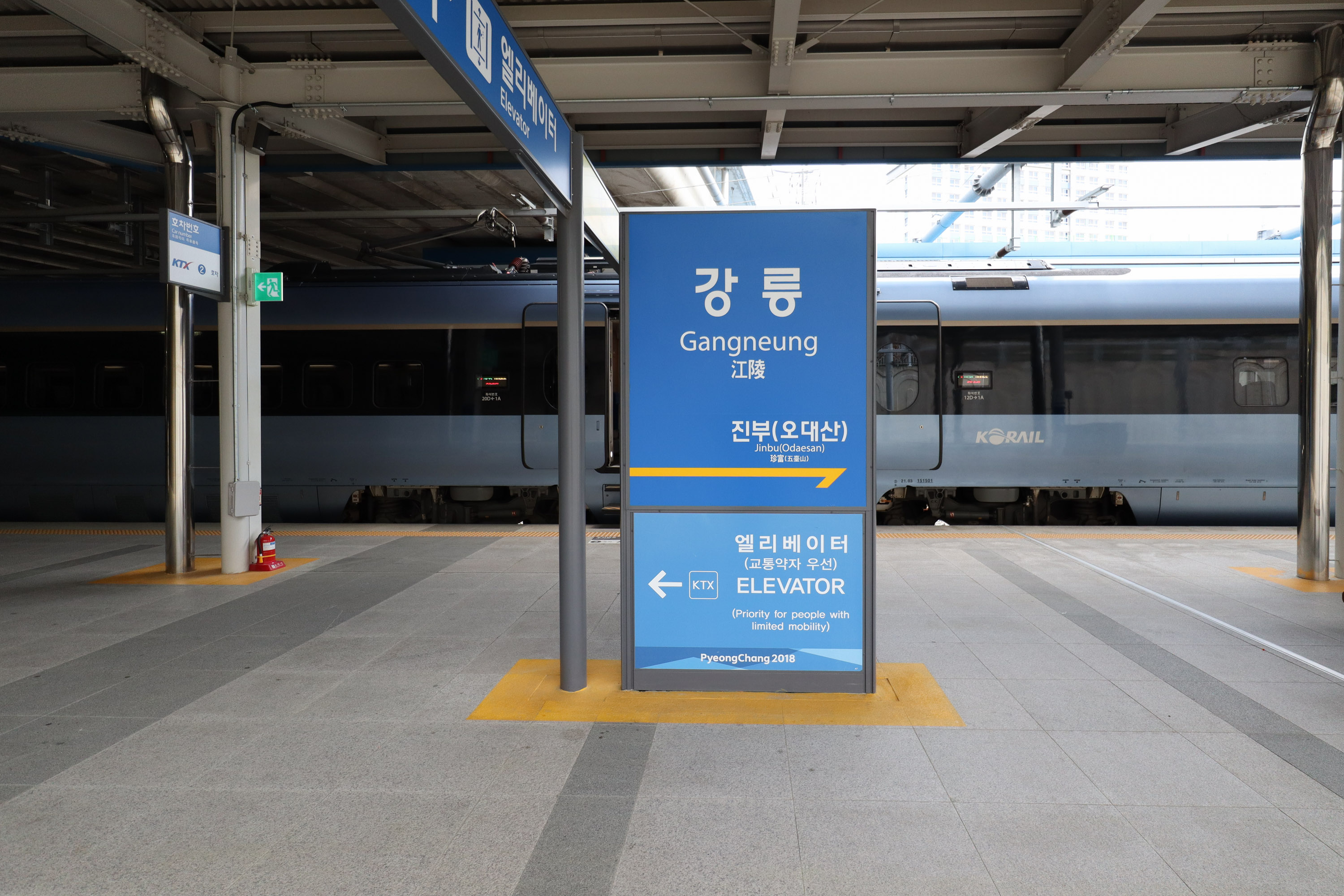
车站站台

## 历史
- 1962年11月6日：落成使用[1]。
- 2014年9月15日：因興建京江線原州－江陵段及新站，此站即日起關閉。
- 2017年12月22日：該站重新通車。

## 车站周边
- 江陵综合运动场

## 相鄰車站
韓國鐵道公社
嶺東線
青良信號所－江陵
京江線
珍富－江陵